# سلیژاروفکا
سلیژاروفکا (انگلیسی: Selizharovka) یک رودخانه در استان تور کشور روسیه است.